# Oncideres schreiteri
Oncideres schreiteri là một loài bọ cánh cứng trong họ Cerambycidae.